# Raden Saleh
Raden Saleh Sjarif Boestaman dit Raden Saleh, né à Terbaya, près de Semarang (île de Java) en mai 1811 et mort à Bogor (Indes orientales néerlandaises) le 23 avril 1880, est un peintre indonésien.

## Biographie

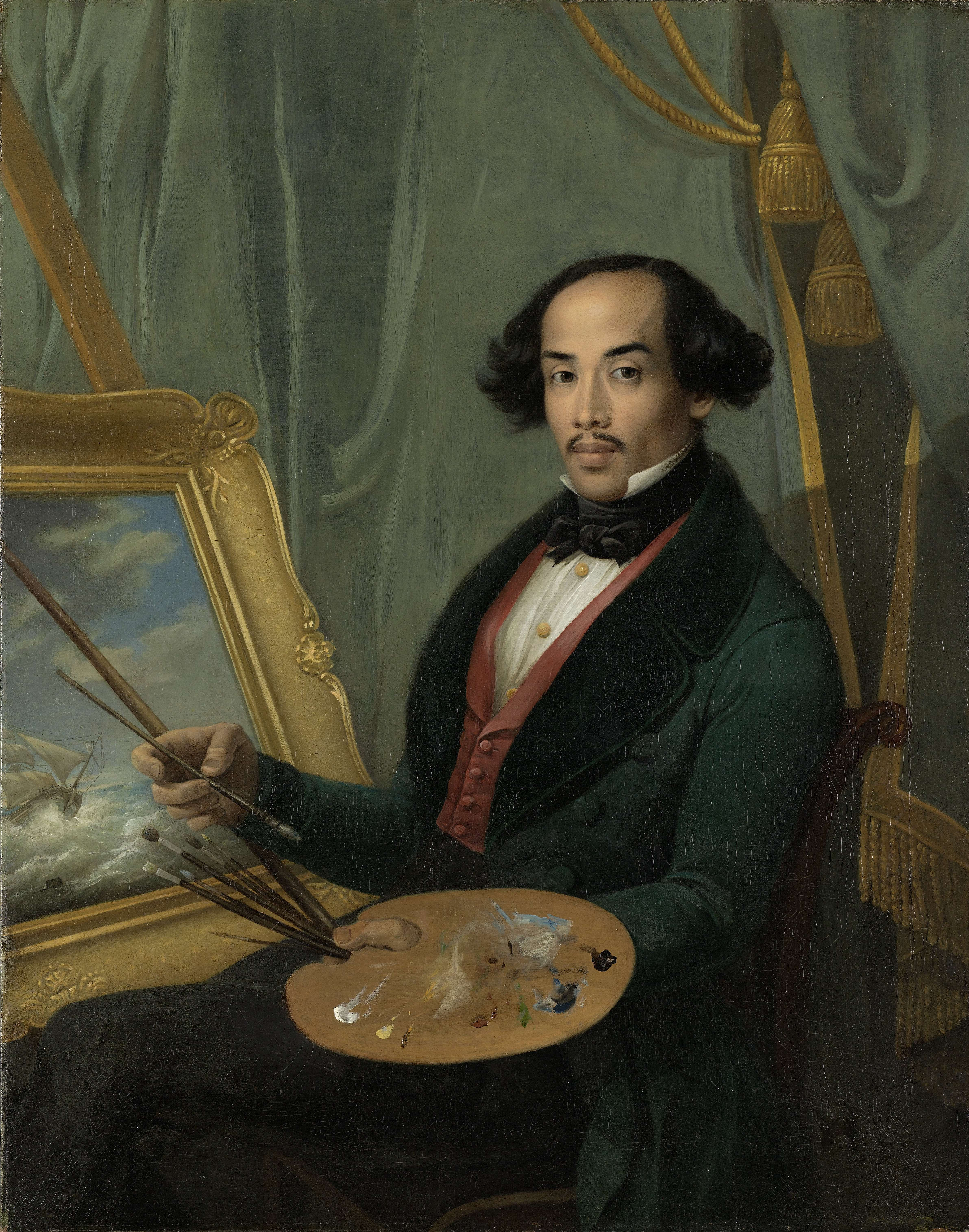
Attribué à Friedrich Carl Albert Schreuel, Portrait de Raden Saleh, vers 1840, Amsterdam, Rijksmuseum. Cette œuvre fut longtemps considéré comme un autoportrait de Saleh.

Raden Saleh naît dans une famille aristocratique à Terbaya, près de Semarang sur la côte nord de l'île de Java. Lorsqu'il a dix ans, son oncle, le bupati (préfet) de Semarang, le confie à son supérieur néerlandais à Batavia (aujourd'hui Jakarta, la capitale de l'Indonésie), pour qu'il puisse fréquenter l'école primaire néerlandaise (volksschool).
Le jeune Sjarif est rapidement admis dans les cercles européens. Caspar Reinwardt, le créateur du jardin botanique de Bogor et directeur de l'Agriculture, des Arts et des Sciences dans la colonie néerlandaise, le juge digne d'entrer à son service. Le peintre belge Antoine Payen, venu à Java pour peindre des paysages destinés au ministère des Colonies des Pays-Bas, remarque le talent de Sjarif. Il lui enseigne les techniques de peinture européennes. Il l'emmène dans ses tournées javanaises et l'encourage à peindre des portraits des gens qu'il voit.
Impressionné par les capacités de son élève, Payen propose de l'envoyer étudier aux Pays-Bas. Le gouverneur général de l'époque, Godart van der Capellen (en poste de 1815 à 1826), approuve cette demande après avoir vu le travail de Sjarif. Celui-ci part en 1829 pour les Pays-Bas grâce à une bourse du gouvernement néerlandais. Il est également investi de la mission d'initier les responsables du ministère des Colonies aux us et coutumes des Javanais et aux langues javanaise et malaise.
Raden Saleh consacre les deux premières années de son séjour à approfondir sa connaissance du néerlandais et à apprendre la lithographie. Dans le domaine de la peinture, pendant cinq ans, il est l'élève de Cornelis Kruseman et Andreas Schelfhout. Il commence à être connu et expose à La Haye et à Amsterdam, notamment au Salon d'Amsterdam en 1834.
Quand ses études touchent à leur fin, Raden Saleh demande à prolonger son séjour pour étudier la géométrie et la mécanique. Sa demande est acceptée, mais sa bourse n'est pas reconduite. Il séjourne également cinq ans à Dresde puis un an à Weimar en Allemagne. Il revient aux Pays-Bas en 1844, où il est nommé peintre du palais.
Raden Saleh admire les romantiques, notamment le Français Eugène Delacroix. Il se rend en France. En 1846, il accompagne le peintre Horace Vernet en Algérie, où il séjourne plusieurs mois. Raden Saleh est témoin de la Révolution française de 1848, qui le marquera.
Raden Saleh visite également l'Autriche et l'Italie. Son séjour européen prend fin en 1851. Il rentre aux Indes néerlandaises avec son épouse, une riche Néerlandaise.
À Batavia, il est nommé conservateur d'un institut de collection d'objets d'art. Il continue de peindre. Il divorce de sa femme néerlandaise et épouse une princesse de la cour de Surakarta.
Il se fait construire une villa dans le quartier de Cikini. Aujourd'hui, ce manoir est devenu un hôpital. L'ancien jardin abrite le centre culturel Taman Ismail Marzuki, après avoir abrité le zoo de Jakarta pendant des années.
Raden Saleh repart pour l'Europe en 1875 avec son épouse. Il rentre à Java en 1878 et s'installe à Bogor. Il y meurt le 23 avril 1880 d'une thrombose. Sur sa tombe est gravée l'épitaphe : « Raden Saleh peintre du roi des Pays-Bas ».

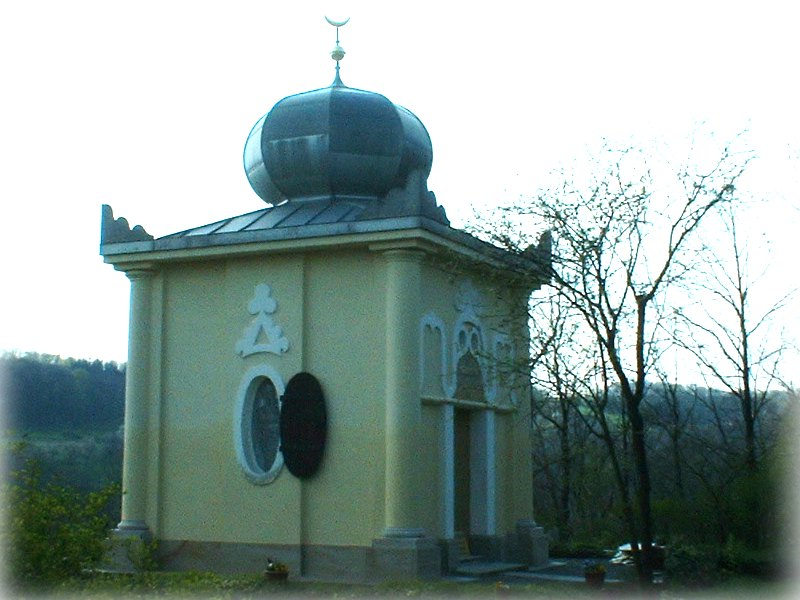
La Blaues Häusel, une petite mosquée construite pour Raden Saleh à Maxen en Saxe.
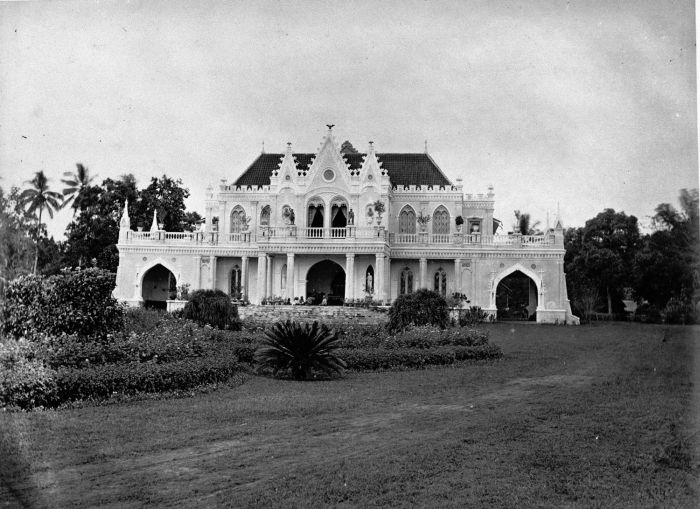
La maison de Raden Saleh à Batavia en 1875-1885 (aujourd'hui l'hôpital de Cikini).

## Œuvres
- La Chasse au cerf sur l’île de Java, 1847, Paris, musée du Louvre[4],[5].
- La Chasse au taureau sauvage, 1855, localisation inconnue[3].

Œuvres de Raden Saleh
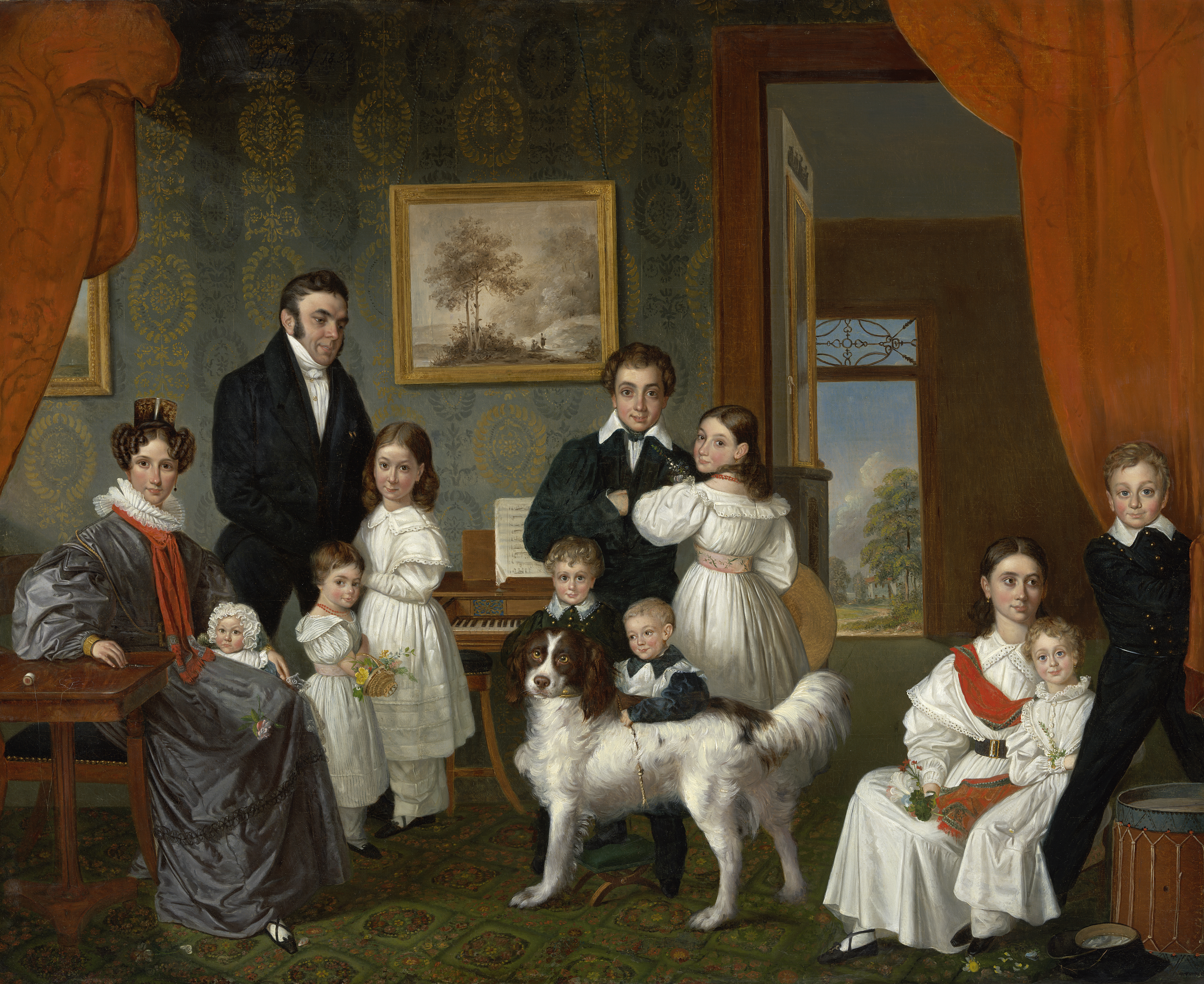
Portrait de la famille Baud dans leur maison de campagne à Voorburg, entre 1831 et 1832, Amsterdam, Rijksmuseum.
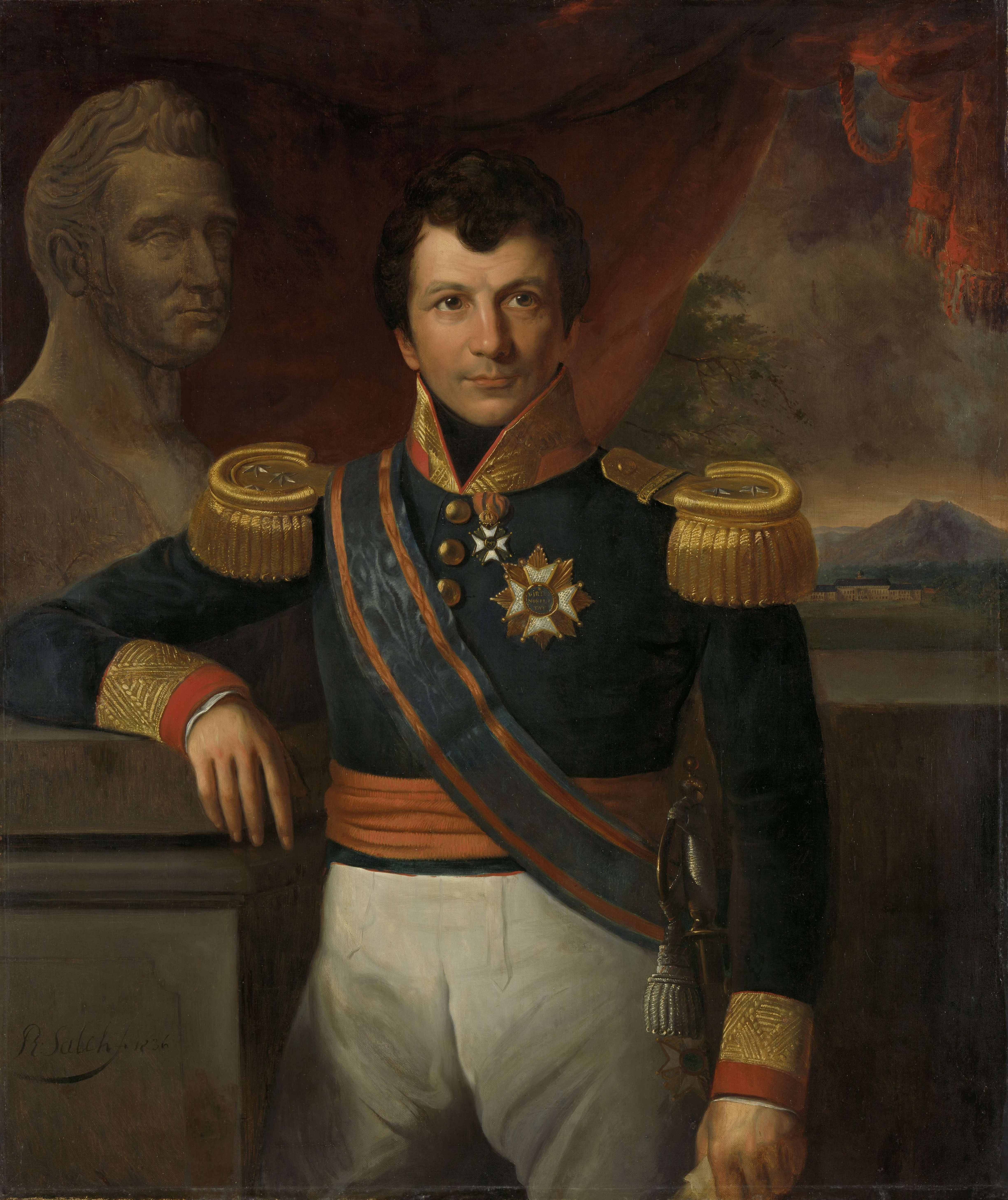
Portrait du général Johannes van den Bosch, 1836, Amsterdam, Rijksmuseum.
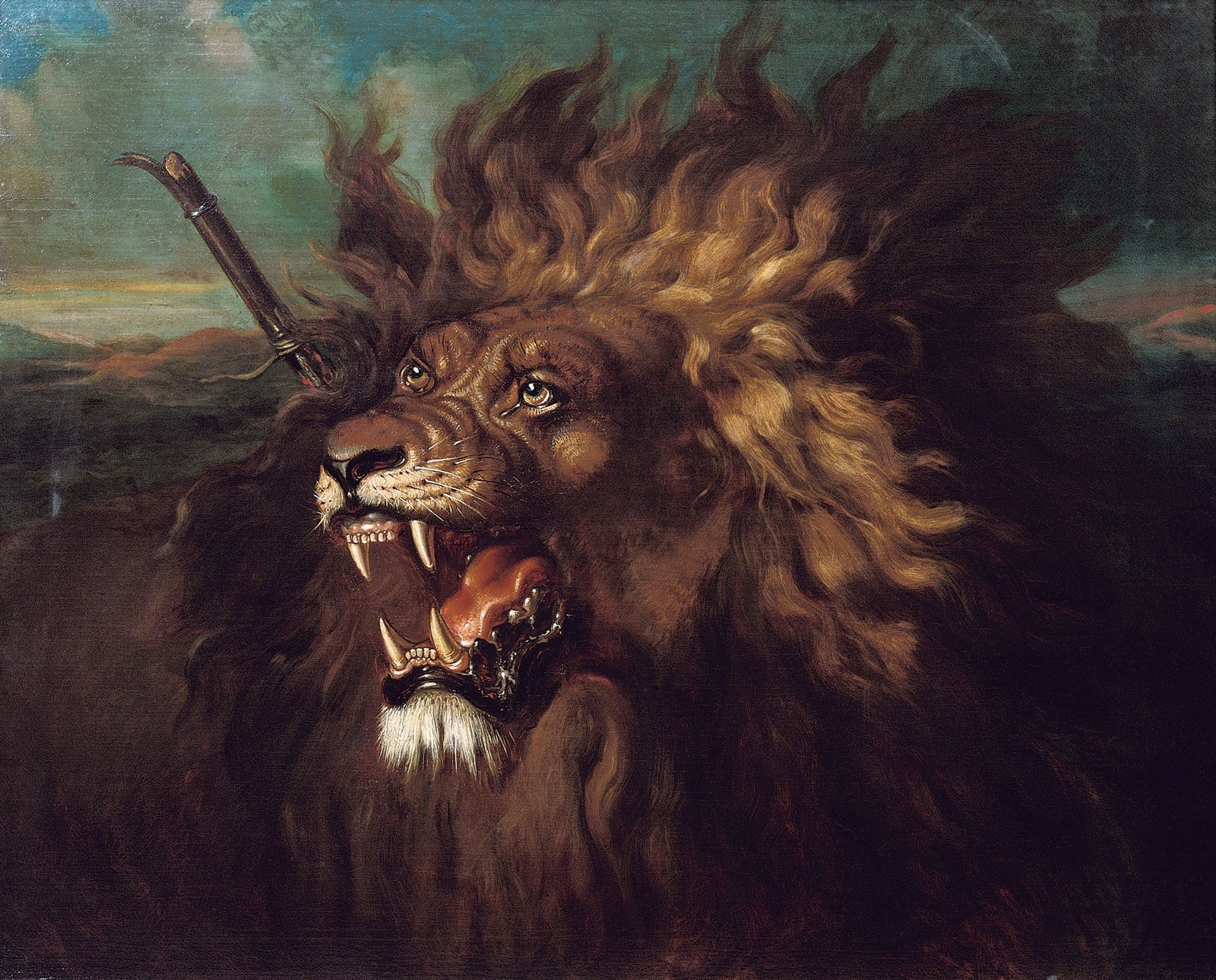
Lion blessé, vers 1839, galerie nationale de Singapour.
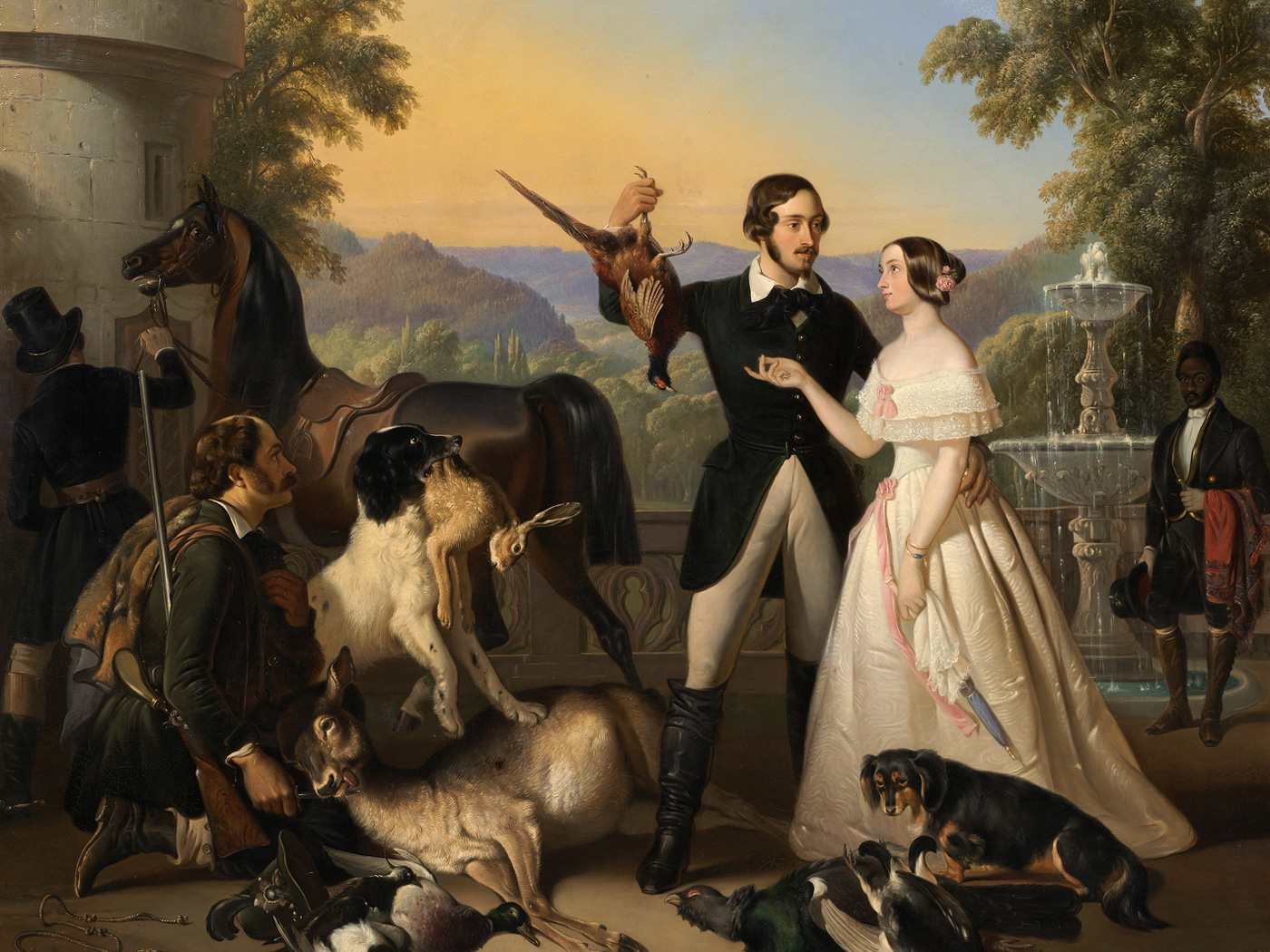
Ernest II et Alexandrine de Bade après la chasse sur la terrasse du château de Rosenau, 1844, Cobourg, palais Ehrenbourg.
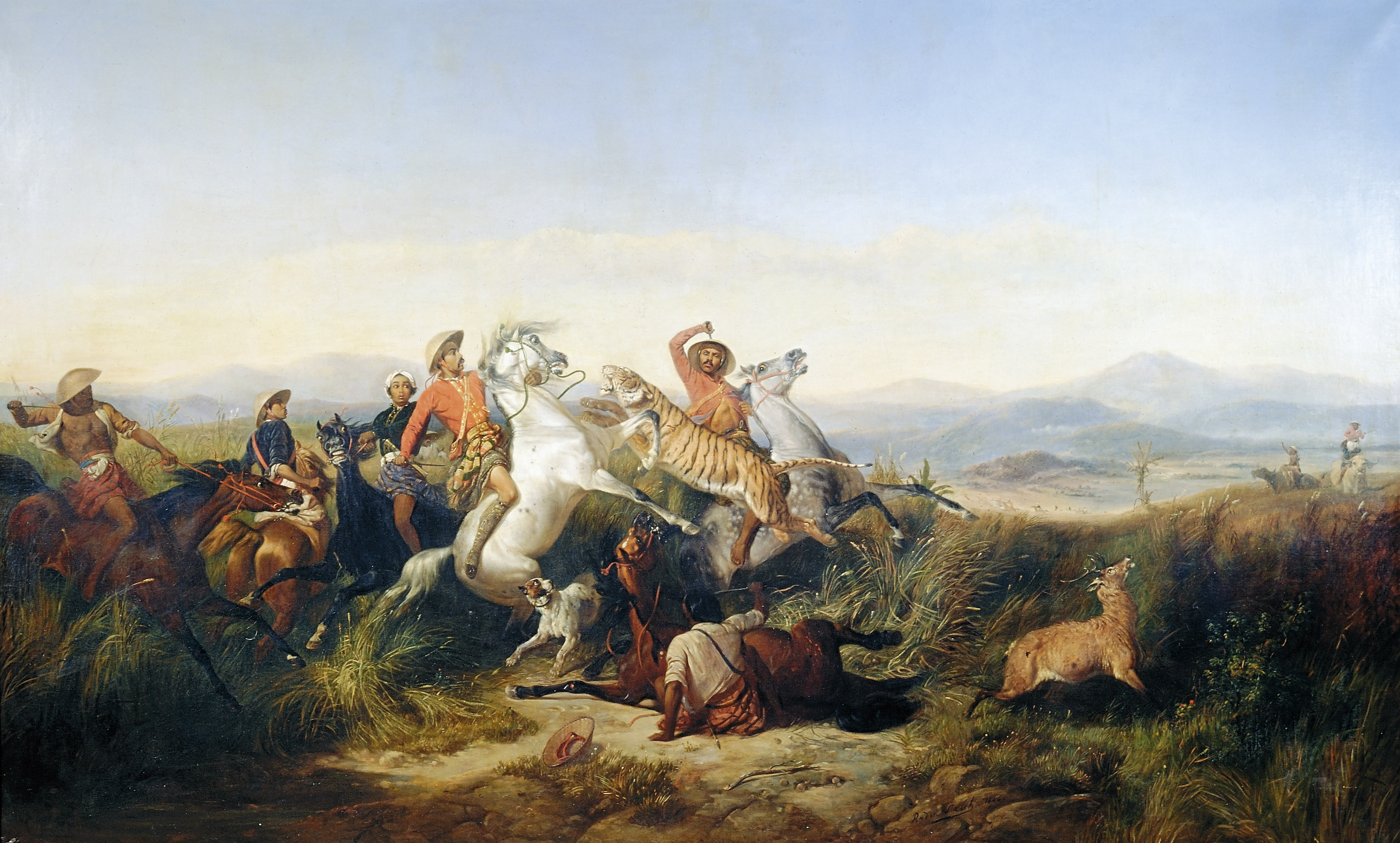
La Chasse, 1846, La Haye, Collection Mesdag.
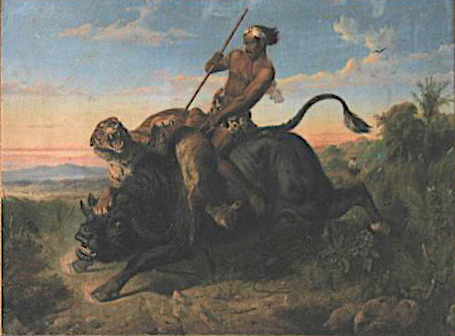
La Chasse au cerf sur l’île de Java, 1847, Paris, musée du Louvre.
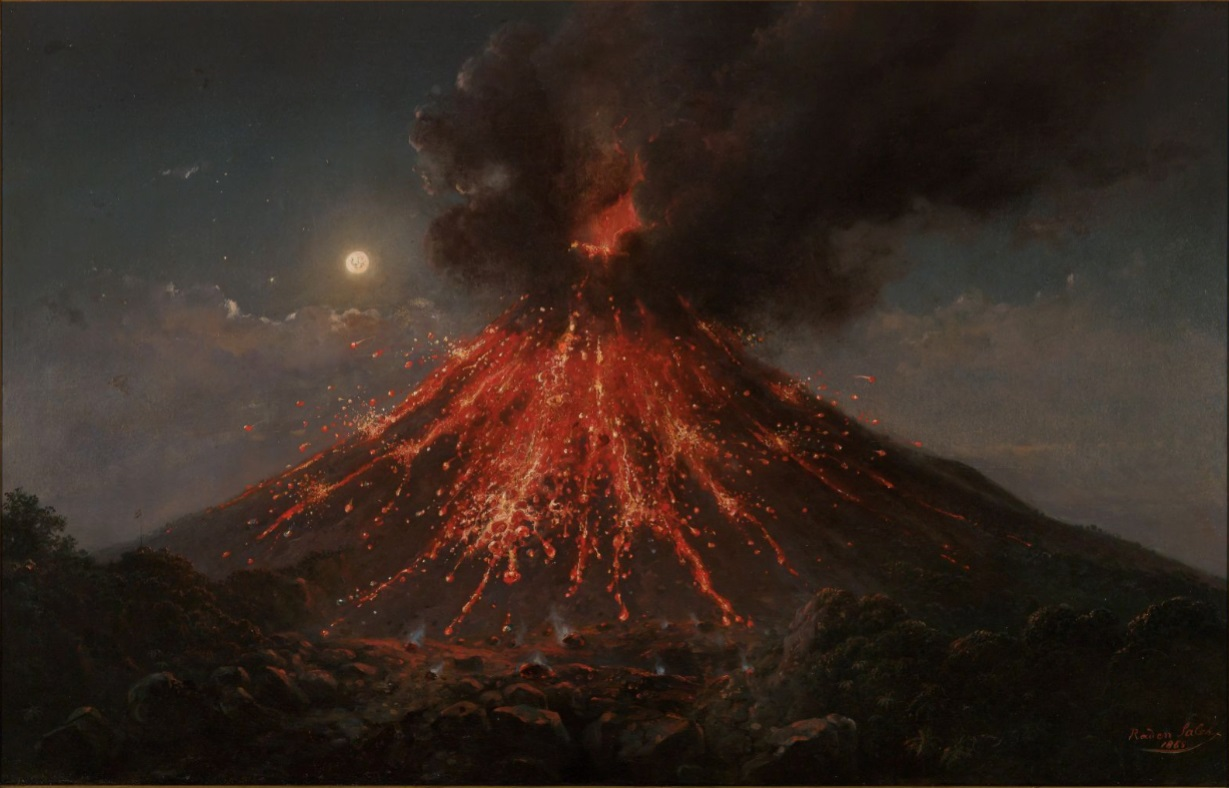
Le Mont Merapi, éruption nocturne, 1865, galerie nationale de Singapour.